# Atletica leggera ai Giochi della XXIV Olimpiade - Salto in lungo femminile

Video della gara (il miglior salto di Jackie Joyner)

Video della gara (il 7,16 di Heike Drechsler al quinto turno)

Il salto in lungo ha fatto parte del programma femminile di atletica leggera ai Giochi della XXIV Olimpiade. La competizione si è svolta nei giorni 28-29 settembre 1988 allo Stadio olimpico di Seul.

## Presenze ed assenze delle campionesse in carica
| Competizione        | Atleta            | Prestazione | Seul 1988 |
| ------------------- | ----------------- | ----------- | --------- |
| Olimpiadi 1984      | Anisoara Cusmir   | 6,96 m      | Rit. 1984 |
| Commonwealth 1986   | Joyce Oladapo     | 6,43 m      | Assente   |
| Goodwill Games 1986 | Galina Čistjakova | 7,27 m      | Presente  |
| Europei 1986        | Heike Drechsler   | 7,27 m      | Presente  |
| Panamericani 1987   | Jackie Joyner     | 7,45 m      | Presente  |
| Mondiali 1987       | Jackie Joyner     | 7,36 m      | Presente  |

1. ↑  L'11 giugno la sovietica ha stabilito il nuovo record del mondo con 7,52 m.

## Risultati

### Turni eliminatori
| 2Gruppi | 28 settembre | 38 iscritte    | Si qualificano alla finale le prime 9 atlete che superano i 6,65 m (Q) + i tre migliori salti (q). |
| Finale  | 29 settembre | 12 concorrenti | |

## Qualificazioni
Mercoledì 28 settembre 1988.
La prestazione migliore è di Elena Belevskaia con 7,06 metri.
| Pos. | Atleta               | Nazione          | Salti               | Salti               | Salti               | Misura | Note                          |
| Pos. | Atleta               | Nazione          | 1° salto            | 2° salto            | 3° salto            | Misura | Note                          |
| ---- | -------------------- | ---------------- | ------------------- | ------------------- | ------------------- | ------ | ----------------------------- |
| 1    | Jackie Joyner-Kersee | Stati Uniti      | 6,96 m v. +0,20 m/s | –                   | –                   | 6,96 m | Q                             |
| 2    | Sabine John          | Germania Est     | X                   | X                   | 6,81 m v. +1,00 m/s | 6,81 m | , Q                           |
| 3    | Inesa Kravec'        | Unione Sovietica | 6,50 m v. 0         | 6,72 m v. 0         | –                   | 6,72 m | Q                             |
| 4    | Nicole Boegman       | Australia        | X                   | 6,72 m v. +0,40 m/s | –                   | 6,72 m | Q                             |
| 5    | Heike Drechsler      | Germania Est     | 6,72 m v. 0         | –                   | –                   | 6,72 m | Q                             |
| 6    | Lene Demsitz         | Danimarca        | X                   | 6,59 m v. +0,50 m/s | X                   | 6,59 m | , q                           |
| 7    | Shuzhen Liu          | Cina             | 6,35 m v. +0,10 m/s | 6,48 m v. +0,60 m/s | 6,48 m v. -0,10 m/s | 6,48 m | q                             |
| 8    | Sheila Echols        | Stati Uniti      | 6,37 m v. +1,20 m/s | 6,29 m v. 0         | X                   | 6,37 m |                               |
| 9    | Kim Hagger           | Gran Bretagna    | X                   | 6,33 m v. +0,70 m/s | 6,34 m v. -0,50 m/s | 6,34 m |                               |
| 10   | Antonella Capriotti  | Italia           | 6,31 m v. +0,80 m/s | X                   | X                   | 6,31 m |                               |
| 11   | Jolanta Bartczak     | Polonia          | 6,28 m v. +0,50 m/s | X                   | 6,30 m v. 0         | 6,30 m | [ 2 ]                         |
| 12   | Meroula Teloni       | Cipro            | 6,29 m v. 0         | X                   | 5,98 m v. 0         | 6,29 m |                               |
| 13   | Sook-Ja Park         | Corea del Sud    | 5,74 m v. +0,70 m/s | 5,79 m v. -0,70 m/s | 5,90 m v. +1,50 m/s | 5,90 m |                               |
| 14   | Juliana Yendork      | Ghana            | 5,40 m v. -0,60 m/s | 5,35 m v. -0,90 m/s | 5,34 m v. +0,30 m/s | 5,40 m | Miglior prestazione personale |
| 15   | Melvina Wulah        | Liberia          | 5,23 m v. +0,20 m/s | 4,91 m v. +1,50 m/s | 5,17 m v. -0,80 m/s | 5,23 m | [ 3 ]                         |
| -    | Tracy Lee Smith      | Canada           | X                   | X                   | X                   | X      |                               |

| Pos. | Atleta            | Nazione                   | Salti               | Salti               | Salti               | Misura | Note                          |
| Pos. | Atleta            | Nazione                   | 1° salto            | 2° salto            | 3° salto            | Misura | Note                          |
| ---- | ----------------- | ------------------------- | ------------------- | ------------------- | ------------------- | ------ | ----------------------------- |
| 1    | Elena Belevskaia  | Unione Sovietica          | 7,06 m v. -0,50 m/s | –                   | –                   | 7,06 m | Q                             |
| 2    | Galina Čistjakova | Unione Sovietica          | 6,97 m v. -0,10 m/s | -                   | -                   | 6,97 m | Q                             |
| 3    | Agata Karczmarek  | Polonia                   | 6,57 m v. +1,20 m/s | 6,45 m v. -0,20 m/s | 6,67 m v. +1,10 m/s | 6,67 m | , Q                           |
| 4    | Fiona May         | Gran Bretagna             | X                   | 6,66 m v. -0,90 m/s | –                   | 6,66 m | Q                             |
| 5    | Qiying Xiong      | Cina                      | 6,43 m v. -0,20 m/s | 6,61 m v. +0,60 m/s | 6,44 m v. -1,30 m/s | 6,61 m | , q                           |
| 6    | Carol Lewis       | Stati Uniti               | 6,45 m v. +0,20 m/s | 6,39 m v. +0,60 m/s | 6,47 m v. 0         | 6,47 m |                               |
| 7    | Wenfen Liao       | Cina                      | X                   | 6,44 m v. -0,90 m/s | 6,41 m v. -0,40 m/s | 6,44 m |                               |
| 8    | Marjon Wijnsma    | Paesi Bassi               | 6,39 m v. +1,20 m/s | 6,25 m v. -0,90 m/s | X                   | 6,39 m | Miglior prestazione personale |
| 9    | Shonel Ferguson   | Bahamas                   | 6,21 m v. +1,40 m/s | 6,34 m v. 0         | 6,16 m v. +2,50 m/s | 6,34 m |                               |
| 10   | Ulrike Kleindl    | Austria                   | 6,13 m v. -0,30 m/s | X                   | X                   | 6,13 m |                               |
| 11   | Madeline De Jesus | Porto Rico                | 6,08 m v. +0,90 m/s | X                   | 5,95 m v. +1,60 m/s | 6,08 m |                               |
| 12   | Shu-Hwa Wang      | Taipei cinese             | 5,75 m v. +0,30 m/s | 5,87 m v. -0,60 m/s | X                   | 5,87 m |                               |
| 13   | Jacqueline Ross   | Saint Vincent e Grenadine | X                   | X                   | 5,50 m v. +0,70 m/s | 5,50 m |                               |
| 14   | Mary Berkeley     | Gran Bretagna             | X                   | X                   | 5,04 m v. +0,60 m/s | 5,04 m |                               |
| -    | Erin Tierney      | Isole Cook                |                     |                     |                     | dns    |                               |
| -    | Anke Behmer       | Germania Est              |                     |                     |                     | dns    |                               |

## Finale
La primatista mondiale, la sovietica Chistyakova, comincia bene saltando 7,11 metri. Alla terza prova viene superata sia dall'americana Joyner sia dalla tedesca est Drechsler. Al quarto salto la Drechsler atterra a 7,22 e crede di aver vinto. Ma al turno successivo la Joyner piazza un 7,40 da record olimpico che le dà l'ultima parola.
| Record mondiale      | Galina Čistjakova | 7,52 m | Leningrado | 11 giugno 1988 |
| Record olimpico      | Tatiana Kolpakova | 7,06 m | Mosca      | 31 luglio 1980 |
| Capolista stagionale | Galina Čistjakova | 7,52 m | Leningrado | 11 giugno 1988 |

Giovedì 29 settembre 1988, Stadio olimpico di Seul.
| Pos     | Atleta               | Nazione          | Salti               | Salti               | Salti               | Salti               | Salti               | Salti               | Misura | Note            |
| Pos     | Atleta               | Nazione          | 1° salto            | 2° salto            | 3° salto            | 4° salto            | 5° salto            | 6° salto            | Misura | Note            |
| ------- | -------------------- | ---------------- | ------------------- | ------------------- | ------------------- | ------------------- | ------------------- | ------------------- | ------ | --------------- |
| Oro     | Jackie Joyner-Kersee | Stati Uniti      | 7,00 m v. -0,70 m/s | X                   | 7,16 m v. -0,70 m/s | X                   | 7,40 m v. +0,90 m/s | X                   | 7,40 m | Record olimpico |
| Argento | Heike Drechsler      | Germania Est     | 6,92 m v. +1,00 m/s | 7,06 m v. -0,60 m/s | 7,18 m v. 0         | 7,22 m v. +0,50 m/s | 7,16 m v. +0,10 m/s | 7,17 m v. 0         | 7,22 m |                 |
| Bronzo  | Galina Čistjakova    | Unione Sovietica | 7,11 m v. +1,30 m/s | 6,24 m v. -0,70 m/s | X                   | 7,02 m v. +1,10 m/s | 6,96 m v. -0,30 m/s | 6,84 m v. -0,10 m/s | 7,11 m |                 |
| 4       | Elena Belevskaja     | Unione Sovietica | 6,36 m v. -0,40 m/s | 7,04 m v. 0         | 6,99 m v. -0,80 m/s | X                   | X                   | 6,66 m v. +0,10 m/s | 7,04 m |                 |
| 5       | Nicole Boegman       | Australia        | 6,59 m v. -0,80 m/s | X                   | X                   | X                   | 6,71 m v. +0,60 m/s | 6,73 m v. +2,30 m/s | 6,73 m |                 |
| 6       | Fiona May            | Gran Bretagna    | X                   | X                   | 6,53 m v. +0,70 m/s | 6,62 m v. -0,70 m/s | 6,52 m v. +1,20 m/s | X                   | 6,62 m |                 |
| 7       | Agata Karczmarek     | Polonia          | X                   | 6,40 m v. -0,90 m/s | 6,60 m v. -0,90 m/s | X                   | 6,48 m v. +0,10 m/s | 6,23 m v. 0         | 6,60 m |                 |
| 8       | Sabine John          | Germania Est     | 6,47 m v. -0,10 m/s | 6,55 m v. -0,90 m/s | 6,45 m v. -0,30 m/s | 6,43 m v. -0,90 m/s | X                   | X                   | 6,55 m |                 |
| 9       | Qiying Xiong         | Cina             | 6,49 m v. -0,50 m/s | 6,50 m v. -0,30 m/s | 6,46 m v. -0,80 m/s |                     |                     |                     | 6,50 m |                 |
| 10      | Inesa Kravec'        | Unione Sovietica | 6,36 m v. +0,10 m/s | 6,46 m v. -0,80 m/s | 6,37 m v. -0,10 m/s |                     |                     |                     | 6,46 m |                 |
| 11      | Shuzhen Liu          | Cina             | 6,30 m v. -0,30 m/s | 6,40 m v. -0,50 m/s | X                   |                     |                     |                     | 6,40 m |                 |
| 12      | Lene Demsitz         | Danimarca        | 6,28 m v. -0,10 m/s | 6,38 m v. +0,60 m/s | X                   |                     |                     |                     | 6,38 m |                 |

Era dai Giochi del 1956 (Mildred McDaniel nell'alto) che un'atleta USA non si imponeva in una gara in pedana.

Il salto vincente della Joyner è la terza prestazione mondiale di tutti i tempi.